# 彼得泰勒狸藻
彼得泰勒狸藻（學名：Utricularia petertaylorii）为狸藻屬一年生陸生食虫植物。其种加词“petertaylorii”来源于英国植物学家彼得·泰勒。彼得泰勒狸藻為西澳大利亞西南部的特有種。彼得泰勒狸藻花冠為深紫色，實際栽培時壽命較長，可为多年生植物。

## 外部連結
- 食虫植物照片搜寻引擎中彼得泰勒狸藻的照片 （页面存档备份，存于）
- . FloraBase. 西澳政府環境保育局.

 维基共享资源上的相關多媒體資源：彼得泰勒狸藻
 維基物種上的相關：彼得泰勒狸藻